# József Faragó
József Faragó (* 8. července 1966 Eger, Maďarsko) je bývalý maďarský zápasník, reprezentant v zápase řecko-římském.
V roce 1991 vyhrál mistrovství Evropy. Dvakrát startoval na olympijských hrách v kategorii do 48 kg. V roce 1988 v Soulu vypadl ve třetím, v roce 1992 ve druhém. Třikrát startoval na mistrovství světa, nejlépe se umístil v roce 1990, kdy vybojoval 6. místo. V roce 1987 vybojoval 7. a v roce 1989 9. místo. Na mistrovství Evrop vybojoval ještě v roce 1990 vybojoval bronzovou medaili, 5. místo v roce 1989 a 6. místo v roce 1992. Vše v kategorii do 48 kg.